# Carlo Lombardi (politico)
Carlo Lombardi (Mortara, 7 gennaio 1899 – Mortara, 23 maggio 1980) è stato un politico italiano.

## Biografia

### La lotta sindacale
Nato il 7 gennaio 1899 da una famiglia di braccianti della Lomellina, egli conobbe fin dai primi anni di vita la dura condizione dei contadini segnata dalla scarsità del cibo, dall’insalubre condizione delle case e dalla prepotenza dei proprietari agrari. Visse gli anni delle prime lotte sindacali in prima persona in quanto il padre Angelo fu l’organizzatore ed il segretario della lega bracciantile di Mortara. 
Il giovane Carlo iniziò a lavorare come muratore a 13 anni e dal 1914 fu operaio alle Officine Minghetti; in questi anni si iscrisse all’organizzazione giovanile socialista e in seguito alla frazione comunista organizzatasi in seno alla federazione del PSI pavese. Il suo impegno politico si tradusse con le attività di orientamento ed organizzazione delle lotte bracciantili del biennio rosso (1919-1920) che videro duri scontri con gli agrari e le squadre fasciste.

### Il carcere e la militanza politica
Nell’ottobre del 1920 fu accusato di aver istigato, con i suoi discorsi, l’uccisione di un affittuario e fu condannato a 30 anni di reclusione ed imprigionato proprio mentre il fascismo saliva al potere. Lombardi dal carcere aderì al Partito Comunista subito dopo la sua fondazione e, scontati i primi cinque anni di segregazione a Portolongone (ora Porto Azzurro), conobbe una lunga serie di carceri: Finale Pia, Piombino, Pallanza, L'Aquila, Civitavecchia ed infine Pianosa, dove venivano reclusi i prigionieri malati di tubercolosi. In carcere venne in contatto con numerosi prigionieri politici e con loro maturò la decisione di lotta contro il regime.

### La resistenza
Rimesso in libertà il 13 ottobre 1939 riprese la sua attività politica e, data la sua condizione di vigilato speciale, dovette muoversi con estrema cautela prendendo contatti con la rete antifascista locale e collaborando al lavoro di riorganizzazione del partito comunista pavese. Nella primavera del 1943, visti gli esiti negativi della guerra, la dirigenza clandestina del PCI affrontò per la prima volta il tema della lotta armata: Lombardi con i compagni Cesare ed Arturo Capettini si gettò con grande impegno nell’organizzazione militare dei Gap, Gruppi di azione patriottica.
Immediatamente dopo l’annuncio dell’armistizio (8 settembre 1943) Carlo Lombardi indice un comizio a Mortara, sfruttando il temporaneo vuoto di potere, annuncia la nascita del Comitato di liberazione nazionale ed incita i lavoratori ad impugnare le armi. Datosi alla clandestinità, collaborò alle azioni armate delle SAP lomelline che culminarono con la cattura dei fratelli Cappettini; Cesare morirà nel campo di Mauthausen mentre Arturo venne fucilato il 31 dicembre a Milano.

### Il commissario Remo
All’inizio di gennaio del 1944 Lombardi fu chiamato a costituire la prima Brigata Garibaldi dell’Oltrepò pavese e volle che si chiamasse Arturo Cappettini: diventa così il commissario politico della 51ª Brigata Garibaldi;si sceglie il nome di battaglia di Remo ed è affincato da un giovane antifascista comandante militare: Domenico Mezzadra, detto l'americano.
I mesi della guerra partigiana sono la grande stagione della vita di Carlo Lombardi, dai primi scontri con i tedeschi alla nascita della repubblica partigiana dell’Oltrepò pavese, nata dopo la liberazione di Varzi (19 settembre - 25 novembre 1944); dai giorni di clandestinità a Milano nel dicembre del 1944, al nuovo incarico di ispettore di due brigate Garibaldine del Bresciano (la 54° operante in val Camonica e la 122° attiva in Val Trompia). Nei giorni della liberazione il commissario Remo è in val Trompia e il 25 aprile 1945 accompagna la 122ª brigata nella liberazione di Gardone, dopo una dura lotta contro le forze tedesche.

### L'attività parlamentare
Tornato a Mortara dopo la fine della guerra, Lombardi riprese la sua attività sindacale e politica nelle file del PCI che lo portò ad essere eletto nel 1946 a membro dell’Assemblea Costituente, nel 1948 e nel 1953 alla Camera dei deputati, e nel 1958 al Senato della Repubblica. 
È scomparso a Mortara il 23 maggio 1980.